# Mauléon-Barousse
Mauléon-Barousse település Franciaországban, Hautes-Pyrénées megyében. Lakosainak száma 103 fő (2022. január 1.). Mauléon-Barousse Troubat, Cierp-Gaud, Bramevaque, Cazarilh, Esbareich, Ourde és Thèbe községekkel határos.

## Népesség
A település népességének változása:
| Lakosok száma | 122  | 103  | 95   | 95   | 93   | 92   | 98   | 101  | 103  |
|               | 2013 | 2015 | 2016 | 2017 | 2018 | 2019 | 2020 | 2021 | 2022 |